# ماجد الشمرانی
ماجد الشمرانی ( عربی: ماجد الشمراني  ) یک داور بین المللی فوتبال اهل عربستان سعودی است.    او سابقه داوری در مسابقات لیگ حرفه ای عربستان و جام پادشاهی عربستان   و مسابقات جام قهرمانان باشگاه های عربی را دارد. 
الشمرانی همچنین یکی از داوران بازی های  جام ملت های آسیا زیر 23 سال 2024 بود.